# IT-Business
IT-Business (eigene Schreibweise: IT-BUSINESS) ist eine deutsche Fachzeitschrift für Telekommunikation, Informationstechnik und Cloud Computing. IT-Business erschien erstmals zur CeBIT im März 1991. Neben Nachrichten zum IT-Markt widmet sie sich ausführlich technischen Schwerpunkten aus der Telekommunikation, der Informationstechnologie sowie strategischen Business-Fragen, die für ITK-Hersteller, -Handelsunternehmen und -Systemhäuser relevant sind.
Die verbreitete Auflage beträgt 46.963 Exemplare, davon 24.804 ePaper (1. Quartal 2023, Quelle: IVW). IT-Business bedient mit seiner Auflage den gesamten ITK-Markt, insbesondere Systemhäuser, IT-Dienstleister, Managed Service Provider, Retailer und E-Tailer.
IT-Business erscheint bei den Vogel IT-Medien in Augsburg, ein Tochterunternehmen der Vogel Communications Group.

## Geschichte
Die Gründung der Publikation geht auf eine studentische Unternehmung unter Beteiligung von Werner Nieberle zurück. Die Studenten waren seit 1989 auch als IT-Reseller tätig und erkannten recht bald die Marktlücke einer unabhängigen Publikation für den damaligen EDV-Markt.
Zur CeBIT 1991 kamen sie mit der Neugründung „EHZ – EDV-Handelszeitung“ an den Markt. Seit dieser Zeit hat sich die Publikation drei Mal wesentlich gewandelt, um sich den Anforderungen des Marktes und des Leserverhaltens anzupassen: 1998 wurde aus dem Monatsmagazin „EHZ“ das Wochenjournal „IT-Sales Week“, im Jahr 2000 veränderte sie sich zur Zeitung „IT-Business News“ und im Januar 2007 zur zweiwöchentlichen Zeitschrift „IT-Business“ im Magazin-Format.

## IT-Business Medien
IT-Business tritt am Markt jedoch nicht alleine auf, sondern als „IT-Business Medien“ im Cross-Media-Verbund mit dem Online-Angebot it-business.de, Newslettern, Social-Media-Aktivitäten, Podcasts und dem Veranstaltungsbereich Vogel IT-Akademie (ehemals IT-Business Akademie). In dieser Konstellation wird ein Portfolio angeboten, welches auf die Entscheidungsträger im indirekten Vertrieb von Telekommunikations und Informationstechnologie zugeschnitten ist.